# Апостов, Лаврентий Васильевич
Лаврентий Васильевич Апостов (1908, Зугдидский уезд, Кутаисская губерния, Российская империя — неизвестно, Хобский район, Грузинская ССР) — бригадир колхоза имени Гегечкори Хобского района, Грузинская ССР. Герой Социалистического Труда (1949).

## Биография
Родился в 1908 году в крестьянской семье в одном из сельских населённых пунктов Зугдидского уезда. С раннего возраста трудился в сельском хозяйстве. Во время коллективизации вступил в колхоз имени Гегечкори Махарадзевского района. В последующем возглавлял полеводческую бригаду.
В 1948 году бригада под его руководством собрала в среднем с каждого гектара по 90,2 центнера кукурузы с площади 71 гектаров. Указом Президиума Верховного Совета СССР от 3 мая 1949 года удостоен звания Героя Социалистического Труда за «получение высоких урожаев кукурузы и табака в 1948 году» с вручением ордена Ленина и золотой медали «Серп и Молот» (№ 3508).
Этим же указом званием Героя Социалистического Труда был награждён председатель колхоза имени Гегечкори Константин Лукич Харбедия.
После выхода на пенсию проживал в Хобском районе. С 1968 года — персональный пенсионер союзного значения. Дата смерти не установлена.